# Askø Ø-Museum
Askø Ø-Museum eller bare Askø Museum er et lokalhistorisk museum, der ligger på Askø i Smålandsfarvandet nord for Lolland. Museet udstiller fotos og genstande, der fortæller om livet for de omkring 200 indbyggere på Askø og naboøen Lilleø fra omkring 1850-1950. Det indeholder desuden et lokalhistorisk arkiv Udstillingen er for en stor dels vedkommende en hjem indrettet med historiske genstande, hvilket indbefatter køkken, stue og soveværelse. Desuden findes redskaber i flint fra stenalderen.
Askø Ø-Museum har til huse i en sidebygningen til præstegården, der hører til Askø Kirke. Museet drives af frivillige og der er gratis adgang. Sæsonen varer fra midt juni til midten af september.